# Regia Mtema
Regia Estelatus Mtema (1980-2012) foi uma política tanzaniana. Foi deputada com assento especial pelo partido Chadema e Ministra-sombra do Trabalho e Emprego.

## Vida
Mtema nasceu em 21 de abril de 1980, filha de Estelatus Mtema. Ela frequentou a Escola Secundária Forodhani em Dar es Salaam antes de ir para a Escola Secundária para Meninas Machame para o ensino médio avançado. Ela formou-se como Bacharel em Ciências em Economia Doméstica e Nutrição Humana pela Sokoine University of Agriculture.
Uma mulher com deficiência, Mtema era ativa na Federação da Tanzânia para Pessoas com Deficiências, representando-os num workshop de 2008. Ela também foi uma autoridade sénior na Diretoria de Assuntos Juvenis de Chadema.
Mtema morreu num acidente de carro em 14 de janeiro de 2012. Ela foi enterrada em Ifakara, distrito de Kilombero na região de Morogoro.